# Műemlékvédelem

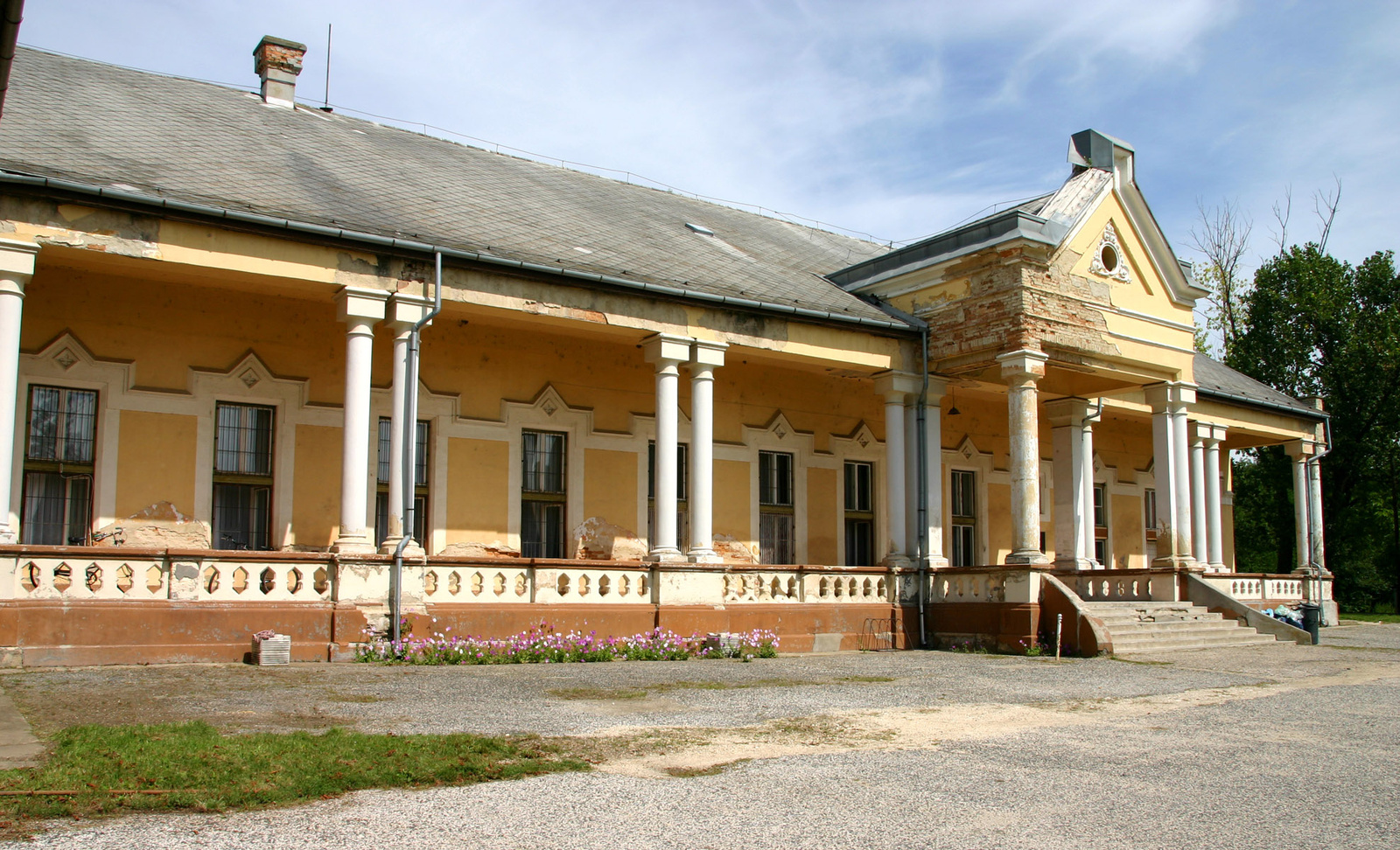
Műemléki védelem alatt álló kastély Zichyújfaluban, amely a Zichy család egykori kastélya volt

A műemlékvédelem kulturális és társadalomtudományi munka, mely a műemlékek kutatásával, megőrzésével, védelmével, restaurálásával foglalkozik, szakemberei építészek, művészettörténészek, régészek és mérnökök, akik a nemzeti kulturális örökség védelmének szentelik munkájukat. A műemlékvédelmet törvények és jogszabályok írják elő illetve szabályozzák, melyek közül a Magyarországra vonatkozókra az alábbiakban kitérünk.

## Feladatai
A műemlékvédelem feladatai sokrétűek, részben hatósági, tudományos kutató és építészeti jellegűek. Hatósági feladat a védett épületek nyilvántartása, védelemre érdemes épületek felkutatása és védetté nyilvánítása, a műemlék épületek használatának szabályozása, és a használat ellenőrzése, esetleges javítási munkák elrendelése, a kivitelezés felügyelete.
Tudományos kutatófeladat az egyes épületek építéstörténetének felvázolása, ezzel kapcsolatos adatok, az épülettel foglalkozó irodalom gyűjtése. A munka során az épület feltárásól dokumentációt készítenek, mely leírásokból, rajzokból, fotókból áll.
Építészeti feladat az épületek felmérése, a helyreállítások megtervezése és kivitelezése. Ide tartoznak a restaurálási munkák is, a műemlékhez tartozó festmények (falfestmények) és szobrok helyreállításai.
A műemlékvédelem biztosítja a műemlék fennmaradásának eszmei, politikai, városrendezési, jogi, gazdasági feltételeit. Biztosítani kell továbbá, hogy az egész társadalom számára hozzáférhetővé váljék. Ha nem is üzemek, használatban van: látogatják, laknak benne, üzlet vagy szálloda működik benne, elhaladnak mellette, és ezért számolni kell a folyamatos, elkerülhetetlen rongálódással. A városi műemléket kikerülhetetlenül éri a légszennyezés, a látogatott épületeket dinamikus terhelés éri, kophatnak, a páralecsapódás is veszélyezteti őket. Ezért időről időre szükség van a restaurálásra, bár a korszerű műemlékvédelmi módszerek le tudják lassítani a romlást.
Lehetőség szerint eredeti anyagában kell megőrizni, csak akkor lehet helyreállítani, ha erre feltétlen szükség van (pl. statikai okok miatt). A helyreállítás bontással és hozzáépítéssel valósul meg. Bontásnál csak az értéktelen, zavaró részeket szabad eltávolítani, ennek azonban nem esztétikai okai vannak. A kopott, csúnya részeket meg kell őrizni, mert történeti értékük van. Cserére, pótlásra csak akkor kerülhet sor, ha annak nyomós építészeti okai vannak. A hozzáépítés ennél is több felelősséggel jár, ilyenkor figyelembe kell venni az építészettörténeti és esztétikai érveket. Az újjáépítés sajátos formája az antasztilózis, ez esetben nem kerül sor sem cserére sem elbontásra, hanem az eredeti részekből újra összerakják a szétomlott építményt (pl. adottak egy görög oszlop darabjai, melyek nagyobb hézagok nélkül újra oszloppá építhetők). Újjáépítésekre azonban soha, vagy csak rendkívül kivételes esetekben kell sort keríteni, az elpusztult emlékek telepítése ugyanis nem feladata a műemlékvédelemnek. Elpusztult emlékek esetében a maradványok bemutatására és egy esetleges beépítés esetén az új épület funkcióinak, méreteinek, stílusának a környezetbe való beillesztésére és inkább az elpusztult emlék teljes újjáépítésének megakadályozására törekszik.

## Az emlékek csoportosításai
A védelmet érdemlő épületeket, építményeket különféle szempontok alapján osztályozzák. Hatósági szabályozás alapján létezik műemlék, műemlék jellegű és városképi jelentőségű épület.
Az építészeti emlékeket az alábbi csoportokra osztják:
- építészeti emlék: építészettörténeti, szerkezettörténeti, településtörténeti szempontból megtartásra érdemes, egyedileg nem feltétlen képvisel esztétikai értéket (pl. Pest egykori városfala)
- néprajzi és mezőgazdaság-történeti emlék: egy tájegység, etnikum társadalmi, kulturális és gazdasági arculatának hordozója
- ipar- és közlekedéstörténeti emlék: történeti és hagyományértéke van, az ipari-közlekedési fejlődés fontos epizódját dokumentálja, esetenként esztétikai értéke is lehet
- régészeti emlék: az államalapítás előtti kultúrák tárgyi emlékei, Magyarországon ilyenek a római emlékek
- történeti emlékek: minden olyan épület, építmény és emlékjel (pl. sírkő), melyhez országunk történetének, kultúrájának fontos eseménye fűződik. Etikai, társadalmi tudatformáló szerepe van (pl. Táncsics Mihály lakóháza, Móra Ferenc szülőháza stb.)

## A műemlékvédelem története
A régebbi korok épületei sokszor estek áldozatul a következő nemzedékek építkezéseinek, akik egyszerűen nem vették figyelembe, hogy a közelmúlt építészeti emlékei egykor jelentősek lehetnek. Olykor teljesen elbontottak, olykor jelentősen átépítettek valamit, aminek történeti értékét csak később állapították meg. A régi épületek megóvására az újkor előtt csak elvétve találni példákat (Raffaello pápai megbízatása a római kor emlékeinek megóvására, Mátyás király egyes rendeletei), a francia forradalom után azonban programszerűen bontakozott ki az egyes épületek műemlékké nyilvánításának, konzerválásának és megőrzésének igénye. Franciaországban részben Victor Hugo kezdeményezésére jött létre az első állami műemlékvédelmi szervezet 1830-ban. Az ugyancsak író Prosper Mérimée járta az országot, hogy felkutassa és nyilvántartásba vegye az építészeti emlékeket. Hamarosan meg is indult a középkori műemlékek restaurálása, melynek tudományos módszerét Eugéne Emmanuel Viollet-le-Duc dolgozta ki. A legjelentősebb restaurálások a párizsi Notre-Dame és a Vézelay, Szent Magdolna apátsági templom voltak. Ezzel egyidejűleg német területeken is kezdték feltérképezni a gótikus templomokat, jelentős volt ebből a szempontból az akkor már évszázadok óta befejezetlenül álló kölni dóm eredeti tervrajzainak megtalálása. Az építészek e tervek segítségével fejezték be a templomot.
A 19. század műemlékvédelmének alapvető szemlélete a purizmus volt. Az ekkor történt restaurálások e szemlélet miatt kifogásolhatók, ugyanis a purizmusra hivatkozva egy gótikus templomból kidobtak mindent, ami nem gótikus, későbbi reneszánsz síremlékeket, barokk oltárokat stb. (ez történt a Mátyás-templom újjáépítésekor, a pesti Belvárosi templom esetében is). A modern műemlékvédelem elveti az ilyen radikális átalakításokat és az épület történetiségének megőrzésére törekszik, vagyis nyomon követni igyekszik az épület stílus- és építéstörténetét.
A mai műemlékvédelem elveit a Velencei Cartában fogalmazták meg, magára nézve Magyarország is kötelezőnek tekinti az elveit.

## A magyar műemlékvédelem története
A 19. század közepén, a neoabszolutizmus idején történtek az első kísérletek a régi korok, főként a középkor építészeti emlékeinek felkutatására, leírására. A műemlékvédelem (s egyben a magyar művészettörténet) szervezett működésének elindítói Rómer Flóris, Ipolyi Arnold, Henszlmann Imre voltak. Munkásságuk nyomán megalakult a Műemlékek Országos Bizottsága, a 19. század második felében már szervezetten működött a műemlékek feltárása (Kalocsa, Székesfehérvár). Ekkorra elterjedtek a nyugat-európai országok műemlékvédelmi nézetei, elsősorban a ma vitatható szemléletű purizmus. A purizmus képviselői Steindl Imre, Schulek Frigyes voltak. E szellemben alakították át a középkori templomokat, várakat, melyeket ezért akár saját alkotásuknak is lehet tekinteni. Eltüntették a középkori építményekből mindazt, ami nem középkori (reneszánsz síremlékek, barokk oltárok, stb.), s neostílusú részletekkel gazdagították a ma is látható épületeket. A purizmus szemlélete a 20. század elejére érvényét veszítette Möller István munkásságának köszönhetően. 1881-ben alkották meg az első magyar műemlékvédelmi törvényt, ezzel megalakult a Műemlékek Országos Bizottsága, a MOB. Közvetlenül a második világháború utánig működött még a MOB, ekkor már korszerű restaurálások zajlottak (Székesfehérvár, Ópusztaszer). Az 1950-es években kísérlet indult Magyarország összes műemlékének katalogizálására, részletes ismertetésére. Ezeket a topográfiákat Dercsényi Dezső indította el, de a vállalkozás az 1960-as években abbamaradt. Csak Sopron és környéke, Heves megye, Pest megye és Buda műemléki topográfiája készült el. 2016 végéig a műemlékvédelmet a Forster Gyula Nemzeti Örökségvédelmi és Vagyongazdálkodási Központ felügyelte.